# گاسترین

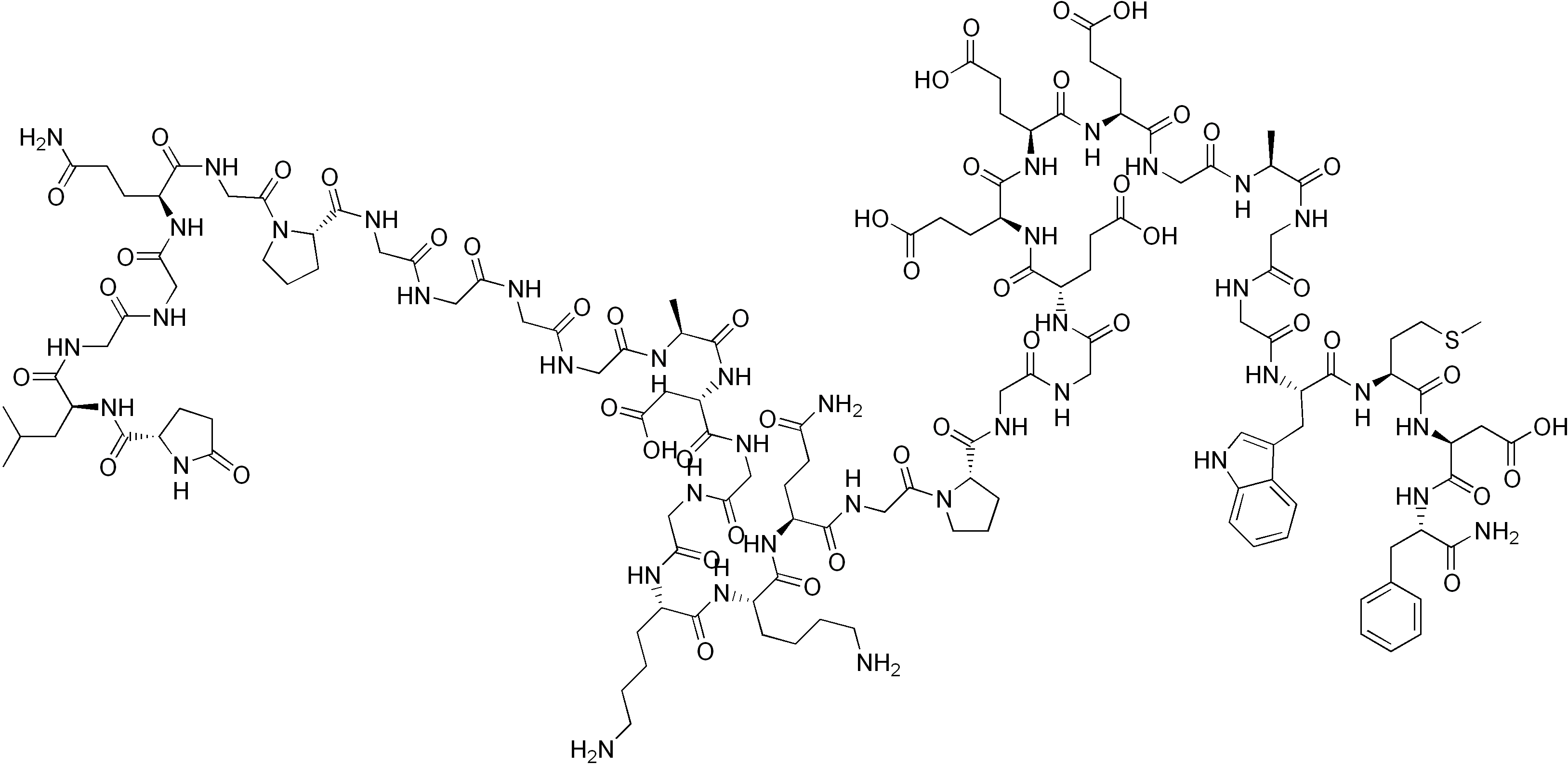
گاسترین

گاسترین یک هورمون پپتیدی است  که باعث تحریک ترشح اسید معده و تحریک رشد مخاط معده می‌شود.
گاسترین از سلول‌های گاسترینی در غدد پیلوری انتهای دیستال معده ترشح می‌شود.  به هنگام ورود غذاهای پروتئین‌دار به انتهای آنتری معده، برخی پروتیین‌ها اثر تحریکی بر سلول‌های گاسترینی غدد پیلور می‌گذارند و باعث آزادی گاسترین به خونی می‌شود که به سلول‌های ECL (شبه انتروکرومافین) معده می‌روند. این روند منجر به آزادسازی هیستامین به عمق غدد اسیدساز می‌شود و هیستامین ترشح معدوی اسیدکلریدریک را به سرعت تحریک می‌کند. گاسترین از دوازدهه و لوزالمعده نیز ترشح می‌شود. 

## تاریخچه
در سال ۱۹۰۵ برای اولین بار وجود این هورمون توسط جان سیدنی پیشنهاد شد و در سال 1964 این هورمون جداسازی شد. در همان سال نیز ساختار گاسترین تعیین گردید. 

## فیزیولوژی

### ژنتیک
ژن مربوط به این هورمون، در بازوی بلند کروموزوم ۱۷ قرار دارد. 

### سنتز گاسترین و انواع آن
گاسترین یک هورمون پپتیدی خطی است که توسط سلول‌های نورواندوکرین G که در آنتروم معده و گاهی در سایر مناطق دستگاه گوارش از جمله دوازدهه قرار دارند ترشح شده و وارد جریان خون می‌شود. گاسترین سبب ترشح اسید معده و رشد سلول‌های شبه انتروکرومافین مترشحه هیستامین، در مخاط معده می‌شود.
گاسترین به سه شکل دیده می‌شود: 
- گاسترین ۳۴ (گاسترین بزرگ)، حاوی ۳۴ اسید آمینه
- گاسترین ۱۷ (گاسترین کوچک)، حاوی ۱۷ اسید آمینه
- گاسترین ۱۴ (گاسترین بسیار کوچک)، حاوی ۱۴ اسید آمینه

### ترشح
گاسترین در پاسخ به برخی محرک‌ها ترشح می‌شود؛ این محرک‌ها عبارتند از: 
- اتساع معده
- تحریک عصب واگ
- برخی از اسیدهای آمینه
- افزایش کلسیم

ترشح گاسترین در پاسخ به برخی عوامل مهار می‌شود؛ این عوامل عبارتند از : 
- افزایش اسید کلریدریک در معده
- سوماتواستاتین نیز باعث مهار ترشح گاسترین می‌شود.

### عملکرد
- تحریک ترشح اسید معده
- تحریک رشد مخاط معده
- تحریک ترشح پپسینوژن
- افزایش انقباضات معده و تحریک تخلیه معده
- افزایش ترشحات لوزالمعده و تخلیه کیسه صفرا
- تاثیر روی اسفنکتر مری

## بیماریزایی
در سندرم زولینگر-الیسون سطح گاسترین سرمی بالاست لذا ترشح پایه اسید معده و ترشح پس از تحریک آن بالاست و اغلب بیماران اولسرپپتیک مقاوم به درمان دارند.
عوامل مداخله گر :
بلع غذای غنی از پروتئین میتواند منجر به یک افزایش 2 تا 5برابری سطح طبیعی در گاسترین سرم شود.
در بیماران دیابتی که انسولین دریافت میکنند ممکن است بطور کاذب سطوح گاسترین افزایش یافته باشد.
داروهایی که ممکن است سطح گاسترین سرم را افزایش دهند عبارتند از آنتی اسیدها، عوامل بلوک کننده H2 مثل رانیتیدین و مهار کنندههای پمپ هیدروژن (امپرازول).
داروهایی که ممکن است سبب کاهش سطوح گاسترین شوند عبارتند از آنتی کولینرژیکها، ضد افسردگیهای سه حلقهای و آتروپین.
جراحی زخم پپتیک موجب پیدایش محیط قلیایی می گردد که خود قویترین محرک ترشح گاسترین است.
قهوه، آمینو اسیدهای خوراکی و نمک ها خوراکی کلسیم دار همچون کربنات کلسیم و کلرید کلسیم و کاتکول آمین ها ( اپی نفرین، نوراپی نفرین و دپامین) منجر به افزایش سطح گاسترین می گردد.
کاربردهای بالینی:
ارزیابی مبتلایان به زخمهای پپتیک.
بررسی بیماران مبتلا به آکلروهیدریا ( نقص در تولید اسید معده) و آنمی پرنیشیوز.
بررسی بیماران مشکوک به سندرم زولینجر الیسون (Zollinger-Ellison syndrome) یا سندرومZE .
تشخیص گاسترینوما. اندازه گیری گاسترین روی سرم های basal و تحریک شده با سکرتین (secretin-stimulated) بهترین تست آزمایشگاهی برای تشخیص گاسترینوما می باشد